# Vlačice

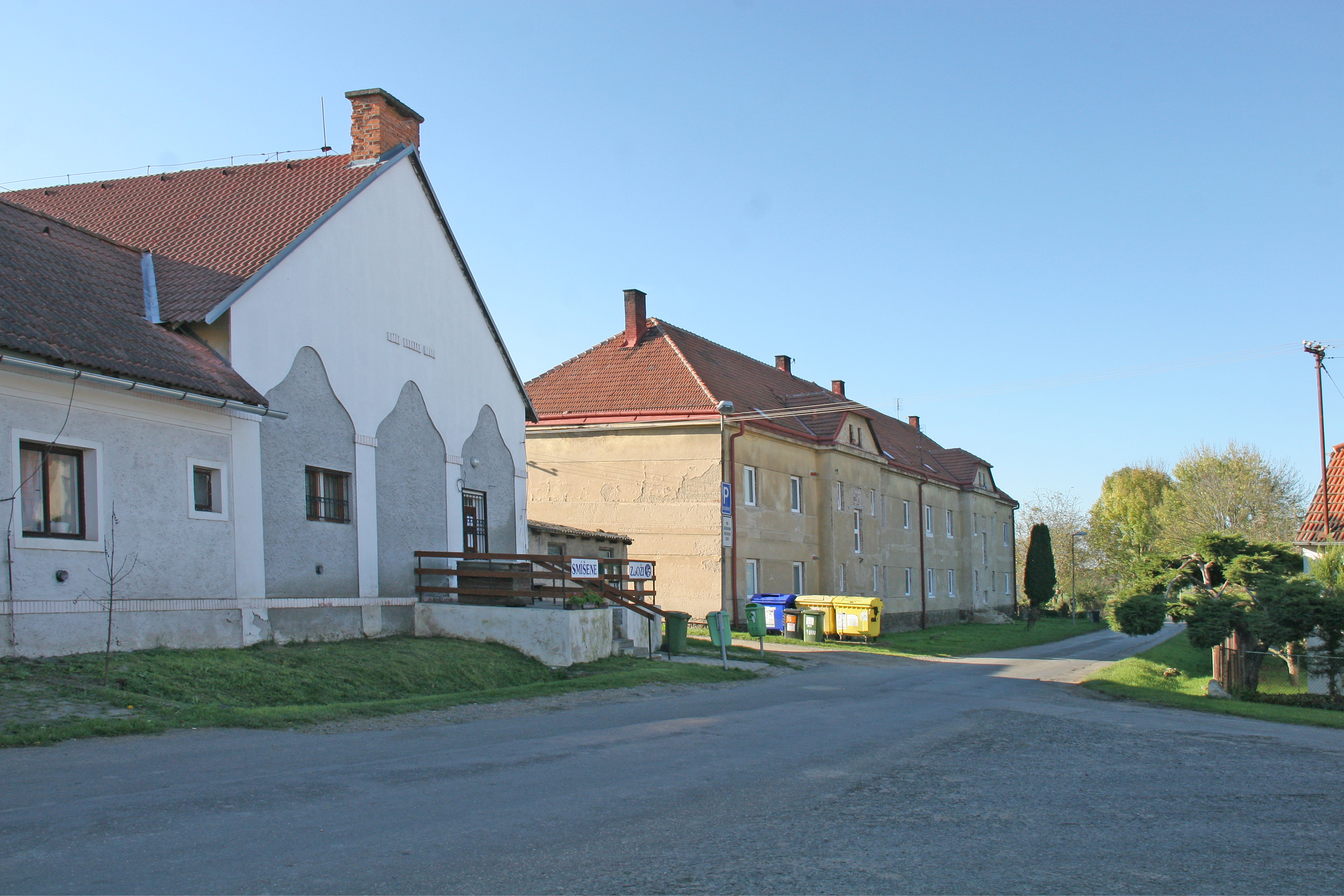
Laden in Vlačice

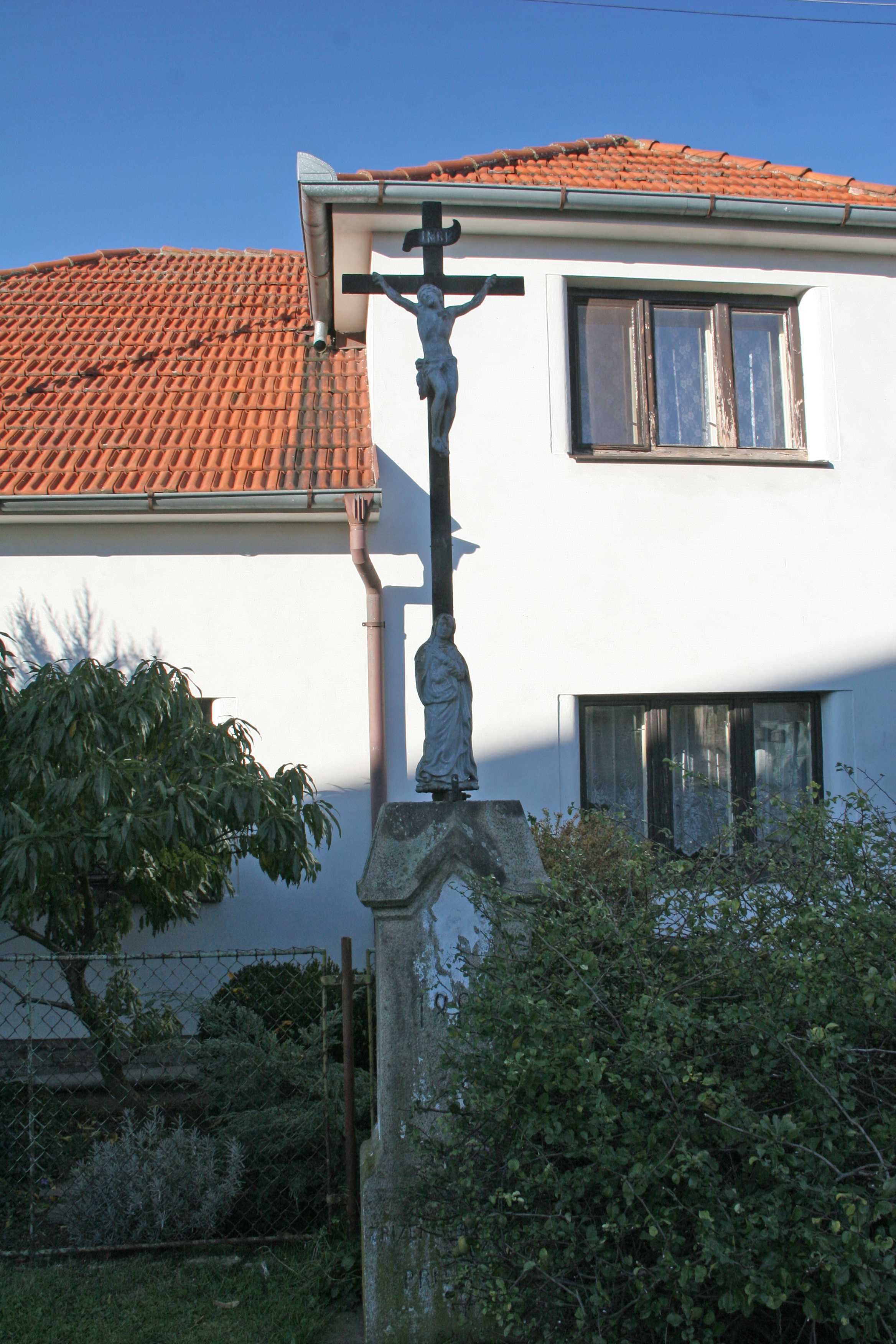
Wegkreuz in Vlačice

Vlačice (deutsch Wlatschitz) ist eine Gemeinde im Okres Kutná Hora in Tschechien. Sie liegt fünf Kilometer nordöstlich von Čáslav.

## Geographie
Vlačice befindet sich zwischen der Doubrava und der Brslenka in der Čáslavská kotlina (Czaslauer Becken). Nordwestlich liegt das Wildgehege Žehušická obora.
Nachbarorte sind Bojmany im Norden, Zaříčany und Bílé Podolí im Nordosten, Výčapy im Osten, Dolní Bučice und Horní Bučice im Südosten, Koudelov im Süden, Vrcha, Čáslav und Kalabousek im Südwesten, Chotusice und Druhanice im Westen sowie Rohozec und Žehušice im Nordwesten.

## Geschichte
Die erste schriftliche Erwähnung von Vlačice erfolgte 1189 als Besitz des Hroznata von Peruc (Hroznata z Peruc), der dem Geschlecht der Hrabischitz angehörte. Später erwarb das Benediktinerkloster Vilémov das Dorf, als dessen Besitz es seit 1279 nachweislich ist. Das Kloster ließ im 14. Jahrhundert in Vlačice eine Feste anlegen, die verpachtet wurde. Nach der Zerstörung des Klosters während der Hussitenkriege bemächtigte sich König Sigismund des Gutes. In der Mitte des 15. Jahrhunderts veräußerte er Vlačice an die Herren Trčka von Lípa, die das Gut über ein reichliches Jahrhundert bis 1569 hielten. Nachfolgende Besitzer war Wenzel Chotouchovský von Nebovidy und ab 1571 dessen Erben, die das Gut 1579 an Jan Kustoš von Zubří verkauften. Dessen Nachkommen erweiterten die Feste deutlich; sie verkauften das Gut 1612 an den Grafen von Waldstein, der es seiner Herrschaft Žehušice zuschlug. 1661 erwarb Michael Oswald von Thun und Hohenstein die Herrschaft Žehušice von den Erben des Burian Ladislaus von Waldstein. 1671 bestimmte er die Herrschaft Žehušice zum Majorat und vererbte sie seinem Bruder Maximilian.
Im Jahre 1840 bestand Wlatschitz bzw. Wlačice aus 13 Häusern, in denen 99 Personen lebten. Im Ort gab es einen herrschaftlichen Meierhof mit Schäferei. Pfarrort war Chotusitz.
Nach der Aufhebung der Patrimonialherrschaften bildete Vlačice mit dem Ortsteil Výčapy eine Gemeinde im Gerichtsbezirk Časlau. Ab 1868 gehörte der Ort zum Bezirk Časlau.
Im 20. Jahrhundert wuchsen die Dörfer Vlačice und Výčapy zu einer geschlossenen Bebauung zusammen. Im Zuge der Gebietsreform von 1960 wurde der Okres Čáslav aufgehoben; Vlačice wurde dem Okres Kutná Hora zugeordnet.

## Gemeindegliederung
Die Gemeinde Vlačice besteht aus den Ortsteilen Vlačice (Wlatschitz) und Výčapy (Witschap). Grundsiedlungseinheit ist Vlačice.
Das Gemeindegebiet bildet den Katastralbezirk Vlačice.

## Sehenswürdigkeiten
- Ehemalige Feste Vlačice, das im 14. Jahrhundert errichtete Bauwerk wurde am Übergang vom 19. zum 20. Jahrhundert in eine Zichoriendarre umgebaut. Erhalten sind die Außenwände und Stützmauern.
- Ehemalige herrschaftliche Schäferei
- Gehöft Vlačice Nr. 1, es diente in der Zwischenkriegszeit als öffentliche Deckstation, heute wird darin eine Besamungsstation betrieben
- Gehöft Vlačice Nr. 2
- Kreuz in Vlačice
- Kreuz in Výčapy
- Dorfglocke in Výčapy